# 維霍達 (敖德薩區)
46°36′58″N 30°23′56″E / 46.61611°N 30.39889°E
維霍達（烏克蘭語：Вигода）是位於烏克蘭西南部的村莊，由敖德萨州敖德萨区的維霍達市鎮負責管轄，並為該市鎮的行政中心。該村始建於1860年，面積6.12平方公里，海拔高度95米，2001年人口4,010，人口密度每平方公里655.23人。